# Sons of Samoa
Sons Of Samoa est un gangs de rue affilié au Crips, basée à Long Beach, Californie, États-unis. Ses membres se compose principalement des Samoans Américains.

## L'histoire
Le gang a été formé en 1976 pour protéger les immigrants Samoan des gangs de la communauté d'afro-Américains et Hispaniques dans les des banlieues pauvres de Long Beach, en Californie. Il s'est depuis étendue à d'autres villes de californie du Sud, ainsi que d'autres états avec des communautés samoanes. Le gang a adopté la culture Crips et, depuis, se sont alignés avec le plus grand gang afro-Américain.

## Activités
À l'origine, un gang formé dans un but de protection, les Sons Of Samoa ont vu le jour dans des quartiers pauvre ayant une substantielle communauté issus des îles du Pacifique. Ils sont impliqués dans des crimes violents, qui généralement commis par des membres plus jeunes, ainsi que le crime organisé, qui est principalement l'activité des plus âgés et ambitieux membres de la bande. Les Sons Of Samoa sont fortement impliqués dans l'extorsion de fonds, l'assassinat ainsi que la production et de la distribution de méthamphétamine. Ils sont également connus pour le racket des autres distributeurs de drogue. Sur la Plage de Long beach, le gang plus organisé est impliqué dans cocaïne ainsi que dans le trafic d'armes.